# Chemillé-Melay
Chemillé-Melay korábbi község Franciaország Loire mente régiójában, Maine-et-Loire megyében. 2015. december 15-én tizenegy másik korábbi községgel egyesült és Chemillé-en-Anjou új község része lett.
Lakosainak száma 8822 fő (2013. január 1.). Chemillé-Melay Chanzeaux, La Jumellière, Saint-Lézin, La Chapelle-Rousselin, Saint-Georges-des-Gardes, La Tourlandry, Cossé-d’Anjou és Valanjou községekkel határos.

## Népesség
A település népességének változása:
| Lakosok száma | 5549 | 5765 | 6194 | 7051 | 7440 | 7589 | 8549 | 8822 | 7285 |
|               | 1962 | 1968 | 1975 | 1982 | 1990 | 1999 | 2008 | 2013 | 2015 |